# Juan Alberto Grieve
Juan Alberto Grieve Becerra fue un ingeniero de minas peruano que construyó el primer automóvil en Perú y Latinoamérica.

## Biografía
Nació en 1877, en Lima.  Sus padres fueron Juan C. Grieve y Grimanesa Becerra. En 1893, ingresó a la Escuela Nacional de Ingenieros (hoy Universidad Nacional de Ingeniería). En 1898, se recibe como ingeniero de minas, posteriormente, enseñaría construcción de máquinas en la Sección Especial de Industria de la Escuela Nacional de Ingenieros.
En 1905, construye el primer motor de combustión interna del Perú y Latinoamérica.  Desde ese año, hasta su muerte, presentaría a la municipalidad de Lima diversas monografías y estudios técnicos.
A partir de 1907, empieza a gestar la idea de construir un automóvil. Para 1908, fabricó el primer automóvil del Perú y de América Latina, el "Grieve".  Tras su construcción, Grieve presentó su proyecto al entonces presidente Augusto B. Leguía para su financiación y puesta en circulación, pero fue rechazado.
En ese mismo año, se casó con Alicia Madge, con la que tuvo cinco hijos (Alberto, Ricardo, Juan, José y Jorge) y dos hijas (Alicia y Sara).
Falleció en 1950.